# Ōnaruto-Brücke

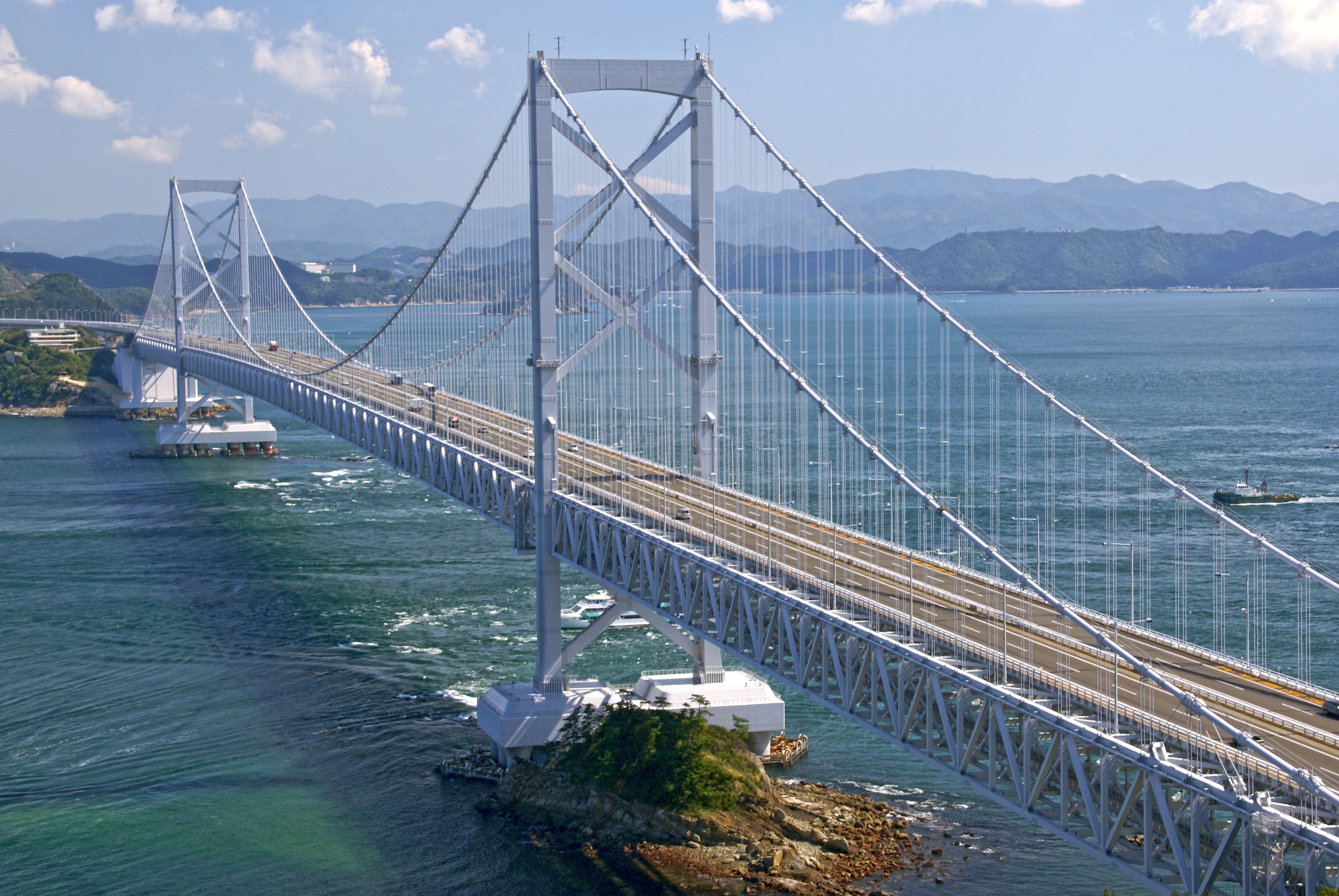
Ōnaruto-Brücke

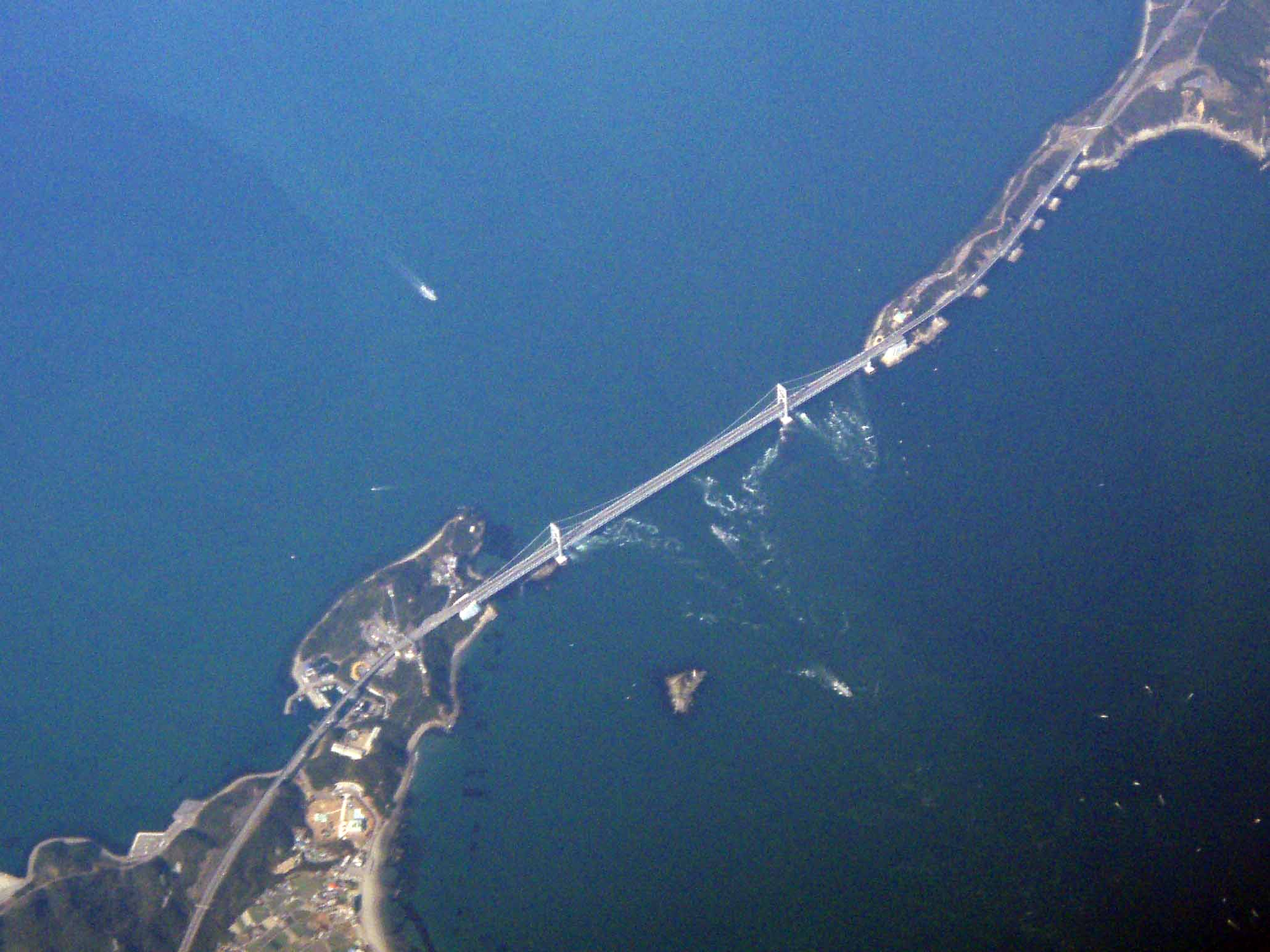
Luftbild der Ōnaruto-Brücke

Gelb: Kōbe-Awaji-Naruto.
Grün: Seto-Ōhashi.
Rot: Nishiseto-Autobahn.

Die Ōnaruto-Brücke (jap. 大鳴門橋 Ō-Naruto-kyō; dt. „große Naruto-Brücke“) ist eine 1.629 m lange Hängebrücke über die Naruto-Straße zwischen Minami-Awaji auf Awaji-shima und Naruto auf Ōge-jima. Ergänzt wird sie durch die Konaruto-Brücke („kleine Naruto-Brücke“) und Muya-Brücke zwischen Ōge-jima und Shikoku.
Der Bau der Brücke begann 1976, am 8. Juni 1985 wurde sie für den Fahrzeugverkehr geöffnet. Damit ersetzte sie alle bisherigen Fährverbindungen zwischen den beiden Inseln; für Fußgänger, Fahrradfahrer und Kleinstautos (bis 3,4 m Länge, 660 cm³) besteht seither keine Verbindung mehr zwischen Awaji-shima und Shikoku.
Die Hauptspannweite der Brücke beträgt 876 m, die Seitenspannweiten je 330 m, sowie im Norden einmal 93 m, die Breite der Brücke 25 m und die Höhe der Pfeiler 144 m. Als kombinierte Autobahn- und Eisenbahnbrücke konzipiert wurde sie zweistöckig gebaut. Die anschließend von 1986 bis 1998 errichtete Akashi-Kaikyō-Brücke von Awaji-shima nach Kōbe wurde hingegen von vornherein ausschließlich nur für den Straßenverkehr und deshalb auch nur einstöckig geplant. Eine Nutzung der Brückenverbindung von Honshū über Awaji-shima nach Shikoku für die Shinkansen erschien inzwischen unzweckmäßig, da der Lärm auf der unteren Ebene der Brücke eine Durchfahrt mit mehr als 70 km/h verbiete und bei den häufig auftretenden Starkwinden der Zugverkehr auf der Hängebrücke sogar aus Sicherheitsgründen jeweils eingestellt werden müsse (Für den Straßenverkehr gilt auf der Brücke ein generelles Tempolimit von 70 km/h, an windigen Tagen von 40 km/h).
Nach dem Abschied von der Eisenbahnverbindung wurde die dafür nun nicht mehr benötigte untere Ebene der Ōnaruto-Brücke als Teil des Naruto-Parks zur Naruto-Strudel-Meile umfunktioniert, die viele Besucher anzieht.
Von den drei Brücken zwischen Honshū und Shikoku war die Ōnaruto-Brücke mit 6,8 Millionen Fahrzeugen 2004 nach der ebenfalls zur Kōbe-Awaji-Naruto-Autobahn gehörenden Akashi-Kaikyō-Brücke die am meisten befahrene. Die Zahlen erreichen die ursprünglichen Kostenpläne der defizitären Honshū-Shikoku-Brücken-Gesellschaft damit seit Eröffnung allerdings nur zu 78 %.